# Missouri-Illinois Railroad
Le Missouri-Illinois Railroad (sigle de l'AAR:MI) fut créé en 1921 pour racheter l'Illinois Southern Railway qui venait de perdre une partie de son matériel roulant à la suite d'un naufrage. Le MI fit partie des chemins de fer américain de classe I.

## Les origines
L'Illinois Southern et le Southern Missouri Railway furent créés en 1900 pour relier les deux rives du fleuve Mississippi (au sud de Saint-Louis, Missouri) à Kansas City. Ils furent rapidement consolidés pour former le nouveau Illinois Southern. Mais en 1920, son ferry-boat sombra dans le Mississippi emportant avec lui presque la moitié de son matériel roulant. Cette catastrophe entraîna l'arrêt de son activité et sa mise en vente. Le Missouri-Illinois Railroad fut créé en 1921 pour racheter cette compagnie.
Le Mississippi River & Bonne Terre RR (MR&BT), formé le 11 mai 1888, reliait Bonne Terre à Riverside, Missouri, et se connectait avec le St. Louis, Iron Mountain and Southern Railway (SLIM&S) à Saint-Louis, Missouri. Son réseau de 106 km, servait principalement à acheminer le riche minerai du sud-est du Missouri. Il devint la première filiale du M-I.

## Le contrôle par le Missouri Pacific
Le 20 avril 1929, le M-I ainsi que sa filiale MR&BT furent contrôlés par le MoPac. À la suite de la consolidation de nombreuses petites lignes du Missouri et de l'Illinois, le MoPac racheta complètement le M-I et le MR&BT le 1er juillet 1929. Le réseau du Missouri-Illinois, d'une longueur de 322 km, était constitué de deux lignes disposées de part et d'autre du Mississippi, qu'un service de transbordement par ferry-boat permettait de réunir. Le MI desservait les régions rurales situées de part et d'autre du fleuve Mississippi au sud de Saint-Louis, Missouri. Malgré sa petite taille, le M-I était un impressionnant transporteur de marchandises, de minerai, de charbon et de voyageurs. 
Le MoPac fusionna le M-I le 1er novembre 1978.

## Le matériel roulant et les livrées
Le M-I fut surtout connu pour ses diesels Alco puisque la compagnie bouda les machines EMD. Elle acheta presque exclusivement des roadswitchers Alco, et quelques switchers EMD. La première machine fut une Alco RS-2. Et ignorant la populaire GP7, le M-I acheta 13 RS-3, ce qui représentait le tiers du total acquis par le MoPac. Ces machines étaient peintes en bleu et gris avec l'inscription "Missouri Illinois" sur le côté. Au fil des ans, l'emblème du MoPac se généralisa et le nom "Missouri Illinois" fut noté en petit.